# 허관영
허관영(許冠英, 1946년 8월 3일 ~ 2011년 11월 8일)는 홍콩 출신의 영화 배우다.

## 출연 작품
- 낭만춘정 (2004)
- 아요주 모델 (2004)
- 초련무한 터치 (1997)
- 수호소전 (1993)
- 가유희사 2 - 화전희사 (1993)
- 신산 (1992)
- 강시선생 5 - 신강시선생 (1992)
- 신반근팔량 (1990)
- 땡큐 마담 2 (1990)
- 합가환 - 미스터 코코낫 (1989)
- 성공시대 (1989)
- 성룡의 미라클 (1989)
- 계동압강 (1988)
- 음양의 결투 2 - 맹귀학당 (1988)
- 대화신탐 (1988)
- 땡큐 마담 (1988)
- 음양의 결투 - 맹귀차관 (1987)
- 프로젝트A 2 : A계획 속집 (1987)
- 유계잡패군 (1986)
- 환락정당 (1986)
- 미스터 부 8 - 귀신 잡는 주고력 (1986)
- 홍콩 여복성 (1986)
- 부귀열차 (1986)
- 강시선생 (1985)
- 팔채림아진 (1982)
- 미스터 부 4 - 마등보표 (1981)
- 추귀칠웅 (1981)
- 마등천사 (1981)
- 전작괴 (1980)
- 미스터 부 3 - 매신계 (1978)
- 발전한 (1977)
- 육아채여황비홍 (1976)
- 미스터 부 2 - 반근팔냥 (1976)
- 홍콩73 (1974)
- 미스터 부 - 귀마쌍성 (1974)
- 칠십이가방객 (1973)
- 대도왕오 (1973)
- 분노청년 (1973)